# البيني (القفر)

تعديل مصدري - تعديل

البيني محلة تابعة لقرية صلاحيت، التابعة لعزلة بني مسلم بمديرية القفر إحدى مديريات محافظة إب في الجمهورية اليمنية، بلغ تعداد سكانها 55 حسب تعداد اليمن لعام 2004.

## وصلات خارجية
- المركز الوطني للمعلومات باليمن